# IC 4506
IC 4506 је лентикуларна галаксија у сазвјежђу Волар која се налази на листи објеката дубоког неба у Индекс каталогу.
Деклинација објекта је + 33° 24' 6" а ректасцензија 14h 46m 39,8s. Привидна величина (магнитуда) објекта IC 4506 износи 14,8 а фотографска магнитуда 15,8. IC 4506 је још познат и под ознакама CGCG 192-62, NPM1G +33.0322, PGC 52764.